# 天堂長尾鸚鵡
天堂長尾鸚鵡（Psephotus pulcherrimus），又名樂園鸚鵡，是一種色彩豐富及中等身形的鸚鵡，生活於昆士蘭及新南威爾士邊界草原。雖然牠們的分佈地有限，但數量也算豐富，最後發現牠們是於1927年。不斷有大型的搜索行動，但卻都未能再見到牠們，国际鸟盟自1994年起判定它们已經滅絕。

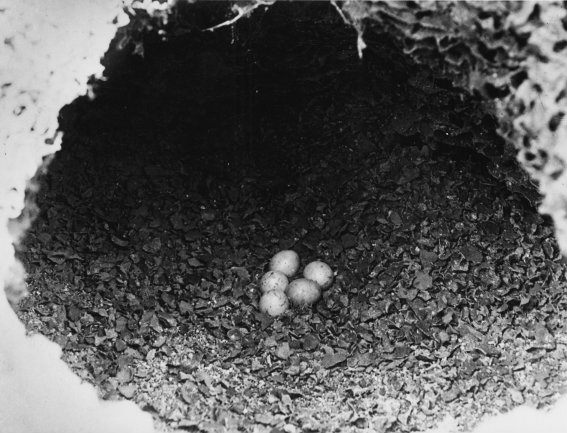
巢穴（1922年）

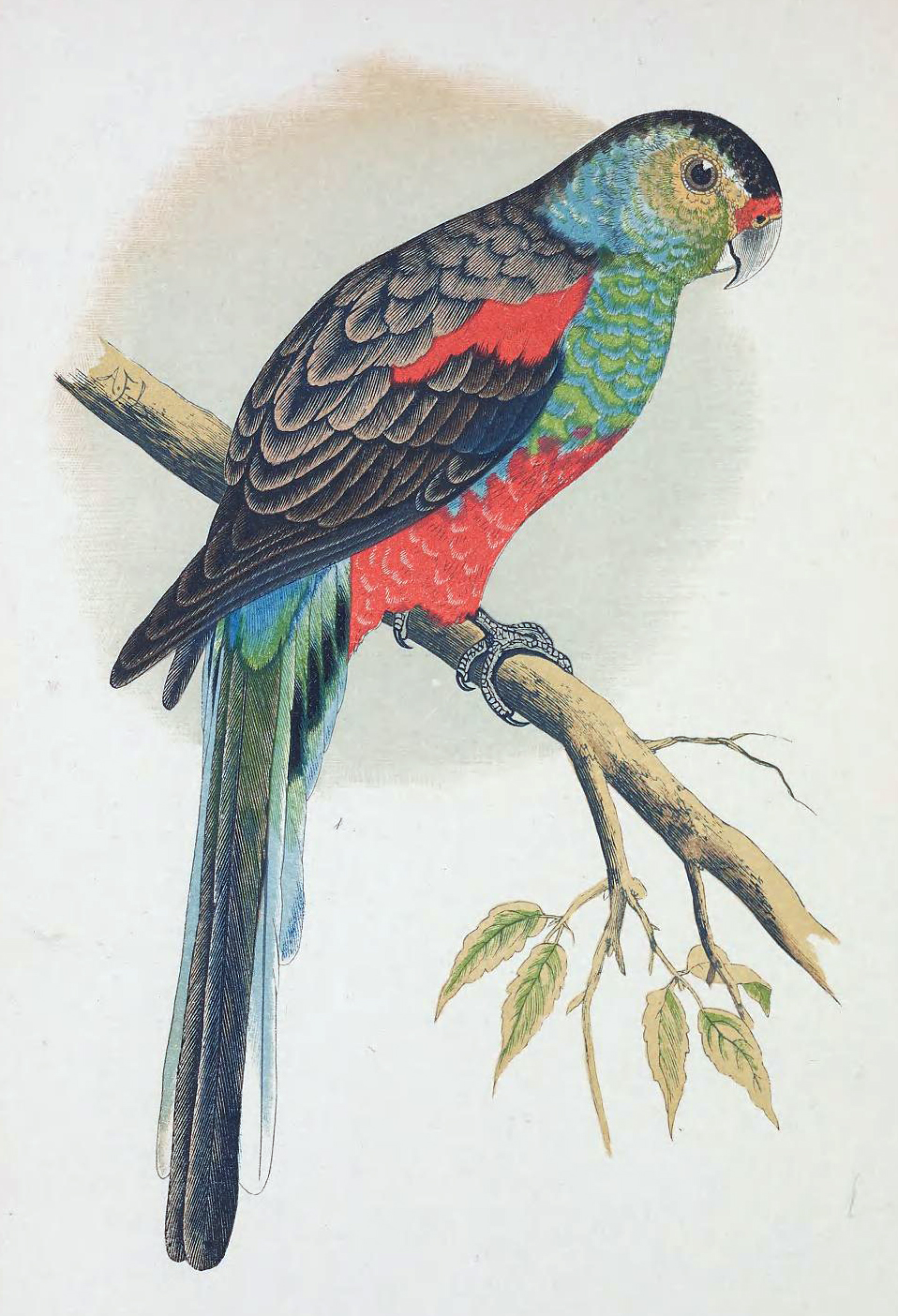
1884年的彩色绘图

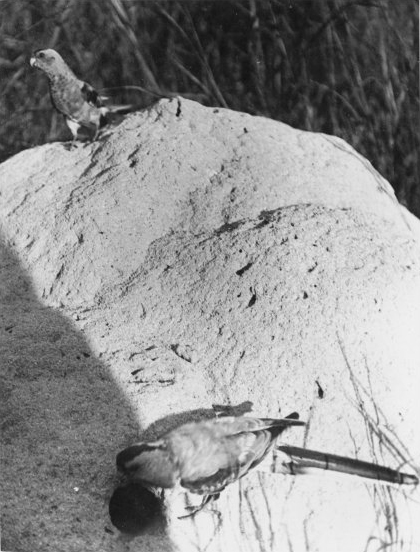
守在巢边的一对成鸟（1922年）

天堂長尾鸚鵡成對或以細小的家庭形式生活，會在清空的白蟻丘等接近地面的地方築巢。牠們很多時間會留在地上，主要是吃草的種子。
天堂長尾鸚鵡的羽毛顏色很豐富，包括有土耳其玉色、水色、緋紅色、黑色及褐色，尾巴差不多與身體一樣長。
天堂長尾鸚鵡的數量突然驟減的原因仍然不明。可能性包括了過份放牧、土地破壞、狩獵及被入侵物種掠食。於19世紀末，牠們已變得很稀少，曾相信於1915年滅絕。最後於1927年的搜索中另外發現了一些天堂長尾鸚鵡。

## 外部連結
- 天堂長尾鸚鵡的立體圖